# Brent Spiner
Brent Jay Spiner (Houston, 1949. február 2.) amerikai színész, komikus, zenész és énekes. Legismertebb alakítása a Data nevű android szerepe a Star Trek: Az új nemzedék című tévésorozatban és a hozzá kötődő négy filmben. 1997-ben Szaturnusz-díjat nyert mint legjobb mellékszereplő Data megformálásáért a Star Trek: Kapcsolatfelvétel című filmben. A díjra újra jelölték Dr. Brackish Okun alakitásáért az 1996-ban bemutatott A függetlenség napja című filmben. Ezt a szerepet eljátszotta húsz évvel később A függetlenség napja – Feltámadás című filmben is. Színházi színészi és zenészi karriert is futott.

## Filmjei
- Az én édes Charlie-m (1970)
- Csillagporos emlékek (1980)
- A színpadon a Stains! (1982)
- Külvárosi Körzet (1985)
- Night Court (1985-1987)
- Alkonyzóna (1986)
- Mama's Family (1986-1987)
- Star Trek: Az új nemzedék (1987-1994)
- Tűzről pattant hölgy (1989)
- Sokkoló (1989)
- Szerelem bolondulásig (1991)
- Star Trek: Nemzedékek (1994)
- Megőrülök érted (1995)
- Kingfish - Egy vaskezű diktátor (1995)
- Derült égből El-visz (1995)
- Gargoyles (1995-1996)
- Végtelen határok (1996)
- A csodabogár (1996)
- A függetlenség napja (1996)
- Star Trek: Kapcsolatfelvétel (1996)
- Tengerre, tata! (1997)
- Star Trek: Űrlázadás (1998)
- South Park – Nagyobb, hosszabb és vágatlan (1999)
- Fekete csillag (1999)
- Hé haver, hol a kocsim? (2000)
- Női titkok (2001)
- Számít még a szív (2001)
- Nevem Sam (2001)
- Az álcázás mestere (2002)
- Star Trek – Nemezis (2002)
- Frasier – A dumagép (2003)
- Váratlan szerelem (2003)
- Jóbarátok (2004)
- Jack (2004)
- Esküdt ellenségek: Bűnös szándék (2004)
- Aviátor (2004)
- Star Trek: Enterprise (2004-2005)
- Joey (2005)
- A küszöb (2005-2006)
- Lányok a pácban (2006)
- Lépéselőnyben (2009)
- Family Guy (2009)
- Generátor Rex (2010-2013)
- Alfák (2011)
- Agymenők (2011)
- Fresh Hell (2011-2012)
- Az igazság ifjú ligája (2011-2021)
- A Simpson család (2012)
- A Föld legnagyobb hősei (2012)
- 13-as raktár (2012)
- Hulk és a Z.Ú.Z.D.A. ügynökei (2014)
- Star Wars: Lázadók (2014-2015)
- A titkok könyvtára (2015)
- Blunt Talk (2015-2016)
- A függetlenség napja – Feltámadás (2016)
- Outcast (2016-2017)
- Feketelista (2017)
- A Goldberg család (2019)
- Los Angeles-i rémtörténetek: Angyalok városa (2020)
- Star Trek: Picard (2020-2022)

## További információ
- Hivatalos oldal
- Brent Spiner a PORT.hu-n (magyarul)
- Brent Spiner az Internetes Szinkronadatbázisban (magyarul)
- Brent Spiner az Internet Movie Database-ben (angolul)
- Brent Spiner a Rotten Tomatoeson (angolul)